# Liste der Monuments historiques in Bannay (Marne)
Die Liste der Monuments historiques in Bannay führt die Monuments historiques in der französischen Gemeinde Bannay auf.

## Liste der Immobilien
| Bezeichnung      | Beschreibung          | Standort                 | Kennzeichnung | Schutzstatus | Datum | Bild           |
| ---------------- | --------------------- | ------------------------ | ------------- | ------------ | ----- | -------------- |
| Dolmen du Reclus | aus der Kalksteinzeit | südlich des Ortes (Lage) | PA00078869    | Classé       | 1930  | weitere Bilder |

## Liste der Objekte
| Bezeichnung                | Beschreibung               | Standort                        | Kennzeichnung | Schutzstatus | Datum | Bild |
| -------------------------- | -------------------------- | ------------------------------- | ------------- | ------------ | ----- | ---- |
| Gemälde Heiliger Ferreolus | Ölfarbe auf Leinwand, 1869 | in der Kirche St-Ferréol (Lage) | PM51002562    | Inscrit      | 1977  |      |
| Skulptur Madonna mit Kind  | Stein, 15. Jahrhundert     | in der Kirche St-Ferréol (Lage) | PM51000061    | Classé       | 1979  |      |